# Steve Bacic

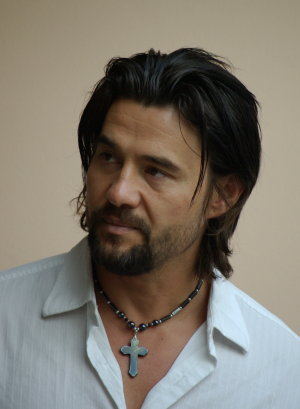
Steve Bacic (2008)

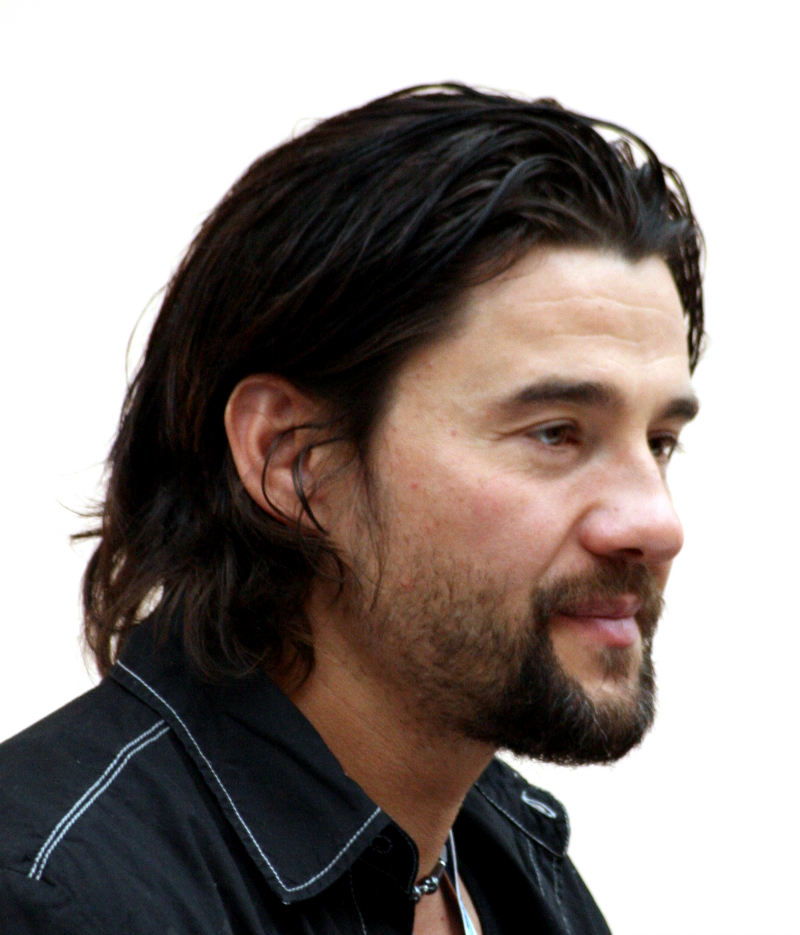
Steve Bacic

Steve Bacic, eigentlich Stjepan Bačić, (* 13. März 1965 in Lisičić, Jugoslawien) ist ein kanadischer Schauspieler kroatischer Herkunft. Er wurde vor allem durch seine Rolle als Gaheris/Telemachus Rhade in Andromeda weltweit bekannt.

## Privat
Bacics Familie wanderte nach Kanada aus, als er zweieinhalb Jahre alt war. Er wuchs in Windsor (Ontario) auf, einer kanadischen Arbeiterstadt. Seit 1991 ist er als Schauspieler tätig. Steve Bacic ist verheiratet und hat drei Kinder. Sein Sohn, Steven David Bacic, spielte bereits an seiner Seite in der Episode „Coming Through Fog“ in The Guard. Auch im Kurzfilm The Ambassador spielt Steve zusammen mit seinen Kindern Steven David und Emma Bacic. Er ist ein begeisterter Sportler, der an Marathonläufen teilnimmt, Snowboard fährt und gern Basketball und Golf spielt. Bacic besucht häufig Conventions, auch auf der FedCon 17 in Bonn war er zugegen.

## Werdegang
Nach seinem Schulabschluss ging Bacic auf die Universität und machte dort seinen Abschluss als Physiotherapeut. Einige Zeit arbeitete er in einer Fabrik, mit 25 Jahren hatte er eine eigene Firma. Da ihm aber weder das eine noch das andere wirklich gefiel, zog Bacic ein Jahr später nach Vancouver und nahm dort Schauspielunterricht. Zu dieser Zeit, in der er als Kellner arbeitete, lernte er Ethan Hawke und Stephen Dorff kennen, die ihm einige kleine Auftritte in Filmen verschafften.
Seine erste richtige Gastrolle bekam er in der Serie 21 Jump Street – Tatort Klassenzimmer in der Folge „Vergiftet“ (Staffel 5, Folge 100). In den darauf folgenden Jahren folgten Auftritte in Highlander, Dark Angel, Akte X, Stargate SG-1, Mutant X, CSI: Miami, Emergency Room und Flash Gordon.
Neben Fernsehrollen hatte er Auftritte in den Filmen The 6th Day und Ballistic. Erfolg hatte er mit der Serie Andromeda, in deren letzten beiden Staffeln er als Telemachus Rade eine Hauptrolle spielte. Nach dem Ende von Andromeda bekam Bacic eine weitere Hauptrolle in The Guard, eine Serie über die kanadische Küstenwache.
Bacic ist nicht nur vor der Kamera tätig, 2004 schrieb er den Independent-Film Teacher, den er selbst produzierte und darstellte.

## Awards und Nominierungen
- Für die Folge „Coming Through Fog“ („The Guard“, Staffel 1, Folge 3) wurde Steve Bacic als „Best Lead Performance by a Male in a Dramatic Series“ für den Leo Award 2008 nominiert.
- Für die Folge „At Sea“ („The Guard“, Staffel 2, Folge 8) wurde Steve Bacic als „Best Lead Performance by a Male in a Dramatic Series“ für den Leo Award 2009 nominiert.

## Filmografie (Auswahl)

### Filme
- 1993: Die Abservierer (Another Stakeout)
- 1995: Brutale Exzesse – Skandal in der Navy (She Stood Alone: The Tailhook Scandal, Fernsehfilm)
- 2000: Quarantäne (Quarantine, Fernsehfilm)
- 2000: The 6th Day
- 2001: L.A.P.D. – To Protect and to Serve
- 2001: The Shipment
- 2002: Ballistic (Ballistic: Ecks vs. Sever)
- 2003: Insects – Die Brut aus dem All (Threshold, Fernsehfilm)
- 2003: X-Men 2 (X2)
- 2003: Firefight
- 2004: Deception (Fernsehfilm)
- 2005: The Colt (Fernsehfilm)
- 2005: Deck the Halls (Fernsehfilm)
- 2006: Safe Harbor (Fernsehfilm)
- 2006: Rache ist sexy (John Tucker Must Die)
- 2006: The Tooth Fairy
- 2006: Alles was du dir zu Weihnachten wünschst (All She Wants for Christmas, Fernsehfilm)
- 2007: Der Glücksbringer (Good Luck Chuck)
- 2007: Afghanistan – Die letzte Mission (Afghan Knights)
- 2007: Battlestar Galactica: Razor (Fernsehfilm)
- 2008: Odysseus and the Isle of Mists
- 2008: Stargate: Continuum (Fernsehfilm)
- 2010: The Final Storm
- 2011: Tactical Force
- 2013: The Marine 3: Homefront
- 2013: A Haunting at Silver Falls
- 2013: Operation Olympus – White House Taken (Suddenly)
- 2017: Killing Gunther
- 2017: Wunder (Wonder)
- 2018: Schicksalhafte Weihnachten (Once Upon a Christmas Miracle, Fernsehfilm)

### Fernsehserien
- 1991: 21 Jump Street – Tatort Klassenzimmer (21 Jump Street, Folge 5x19)
- 1991–1992: Das Gesetz der Straße (Street Justice, 3 Folgen)
- 1994: Der Polizeichef (The Commish, Folge 3x15)
- 1995: Der Marshal (The Marshal, Folge 1x09)
- 1995–1998: Akte X – Die unheimlichen Fälle des FBI (The X-Files, 3 Folgen, 3 Rollen)
- 1996: Viper (2 Folgen, 2 Rollen)
- 1996: Highlander (Folge 5x09)
- 1996–1997: Outer Limits – Die unbekannte Dimension (The Outer Limits, 2 Folgen, 2 Rollen)
- 1996–1997: Jim Profit – Ein Mann geht über Leichen (Profit, 2 Folgen)
- 1997: Millennium – Fürchte deinen Nächsten wie Dich selbst (Millennium, Folge 1x16)
- 1998: Der Sentinel – Im Auge des Jägers (The Sentinel, Folge 3x15)
- 1998: Da Vinci’s Inquest (Folge 1x02)
- 1998: Das Netz – Todesfalle Internet (The Net, Folge 1x10)
- 1998: First Wave – Die Prophezeiung (First Wave, Folge 1x16)
- 1999: Night Man (Folge 2x21)
- 1999: Liebling, ich habe die Kinder geschrumpft (Honey, I Shrunk the Kids: The TV Show, Folge 1x03)
- 2000: Mission Erde – Sie sind unter uns (Earth: Final Conflict, Folge 3x16)
- 2000/2004: Stargate – Kommando SG-1 (Stargate SG-1, 5 Folgen, 2 Rollen)
- 2000–2005: Andromeda (45 Folgen)
- 2001: Beastmaster – Herr der Wildnis (Beastmaster, Folge 2x12)
- 2001: Dark Angel (Folge 1x19)
- 2001–2002: Just Deal (4 Folgen)
- 2001/2010: Smallville (3 Folgen, 2 Rollen)
- 2002: Jeremiah – Krieger des Donners (Jeremiah, Folge 1x15)
- 2002: X-Factor: Das Unfassbare (Beyond Belief: Fact or Fiction, Folge 4x09)
- 2002: Adventure Inc. – Jäger der vergessenen Schätze (Adventure Inc., Folge 1x01)
- 2003: Mutant X (Folge 2x13)
- 2003: Twilight Zone (The Twilight Zone, Folge 1x34)
- 2003: Out of Order (6 Folgen)
- 2006: Masters of Horror (Folge 1x12)
- 2006: Blade – Die Jagd geht weiter (Blade: The Series, 2 Folgen)
- 2006: Psych (Folge 1x04)
- 2006: Die Geheimnisse von Whistler (Whistler, 3 Folgen)
- 2007: Emergency Room – Die Notaufnahme (ER, Folge 13x18)
- 2007: CSI: Miami (Folge 5x20)
- 2007: Blood Ties – Biss aufs Blut (Blood Ties, Folge 2x01)
- 2007: Flash Gordon (5 Folgen)
- 2008–2009: The Guard (22 Folgen)
- 2009, 2020: Supernatural (2 Folgen)
- 2009–2010: Cra$h & Burn (8 Folgen)
- 2010: Navy CIS: L.A. (NCIS: Los Angeles, Folge 1x23)
- 2010–2011: Big Love (6 Folgen)
- 2011: Endgame (Folge 1x04)
- 2011: The Listener – Hellhörig (The Listener, Folge 2x13)
- 2012: Arctic Air (Folge 1x02)
- 2012: True Justice (Folge 2x01)
- 2012: XIII – Die Verschwörung (XIII: The Series, Folge 2x06)
- 2012: Flashpoint – Das Spezialkommando (Flashpoint, Folge 5x08)
- 2013: Cracked (Folge 1x01)
- 2013: Once Upon a Time in Wonderland (Folge 1x03)
- 2013–2014: Republic of Doyle – Einsatz für zwei (Republic of Doyle, 6 Folgen)
- 2013–2014: Spooksville (7 Folgen)
- 2014: Die Coal Valley Saga (When Calls the Heart, 4 Folgen)
- 2014: The 100 (Folge 1x11)
- 2014: R. L. Stine’s The Haunting Hour (Folge 4x05)
- 2015: The Whispers (Folge 1x04)
- 2016: Second Chance (3 Folgen)
- 2016: Aftermath (2 Folgen)
- 2017: Arrow (Folge 5x11)
- 2019: Ransom (Folge 3x07)